# Sjaak Ruska
Sjaak Ruska (ur. 31 maja 1966) – holenderski strongman.
Sjaak Ruska zakończył już karierę siłacza. Mieszka w miasteczku Soesterberg (prowincja Utrecht).
Wymiary:
- wzrost: 197 cm
- waga: 135 kg

## Osiągnięcia strongman
- 2002
  - 2. miejsce – Mistrzostwa Holandii Strongman
- 2003
  - 9. miejsce – Super Seria 2003: Silvonde
  - 3. miejsce – Mistrzostwa Holandii Strongman
- 2006
  - 2. miejsce – Mistrzostwa Holandii Strongman